# Granville Technology Group
Granville Technology Group Ltd. va ser un detallista britànic d'ordinadors basat a Simonstone, prop de Burnley, Lancashire, que va comerciar sota el nom The Computer Shop. Era el revenedor més gran a Regne Unit de les marques Time i Tiny, que eren produïdes per la Time Factory situada al mateix lloc. Un cert temps, l'empresa tenia més de 300 botigues a Regne Unit.
L'empresa va entrar en fallida al final de juliol 2005, període en què hi havia 1.600 empleats i era un dels detallistes informàtics més grans a la Gran Bretanya.

## Time Factory
Time Factory va ser el proveïdor principal de Granville Technology i era el fabricant real dels productes revenuts per Granville - els ordinadors, ordinadors portàtils i TVs de pantalla plana. L'empresa continua a donar suport als consumidors que han adquirit productes Time del Granville Group. La marca Time és actualment llicenciada per a Times UK al Regne Unit.